# Kasteel van Bosmelet
Het Kasteel van Bosmelet (Frans: Château de Bosmelet) is een kasteel in Auffay in de Franse gemeente Val-de-Scie. Het kasteel is een beschermd historisch monument sinds 1946.